# Оруро (департамент)
Ору̀ро (на испански: Oruro) е един от 9-те департамента на южноамериканската държава Боливия. Разположен е в западната част на страната. Населението на департамента е 538 199 жители (по изчисления за юли 2018 г.), а общата му площ – 53 588 км². Столицата му е едноименния град Оруро.

## Провинции
Департаментът е разделен на 16 провинции. Някои от тях са:
1. Едуардо Авароа
2. Литорал
3. Сан Педро де Тотора
4. Сахама
5. Себастиан Пагадор